# USS George Washington (1798)
Pour les autres navires du même nom, voir USS George Washington.
L’USS George Washington est un sloop construit à Providence (Rhode Island) en tant que navire marchand, puis acquis par l'US Navy en 1798 grâce au Naval Act of 1798. Il participe à la quasi-guerre et à la guerre de Tripoli, avant d'être revendu en mai 1802.

## Source
- (en) Cet article est partiellement ou en totalité issu de l’article de Wikipédia en anglais intitulé « USS George Washington (1798) » (voir la liste des auteurs).